# Forcipomyia edwardsi
Forcipomyia edwardsi är en tvåvingeart som först beskrevs av Saunders 1925.  Forcipomyia edwardsi ingår i släktet Forcipomyia och familjen svidknott. Inga underarter finns listade i Catalogue of Life.